# كرايغ كوب
كرايغ كوب (بالإنجليزية: Craig Cobb)‏ هو صحفي أمريكي، ولد في 9 أكتوبر 1951 في ماريفيل في الولايات المتحدة.

## وصلات خارجية
- كرايغ كوب على موقع IMDb (الإنجليزية)
- كرايغ كوب على موقع أول موفي (الإنجليزية)
- كرايغ كوب على موقع كينوبويسك (الروسية)